# Лаоски тритон
Лаоският тритон (Paramesotriton laoensis) е вид земноводно от семейство Саламандрови (Salamandridae).

## Разпространение
Видът е разпространен в субтропичните и тропически сухи храсти и реки на Лаос.
От 1999 г. популацията на този тритон в дивата природа е унищожена.